# کارل زیسچک
کارل زیسچک (انگلیسی: Karl Zischek; ۲۸ اوت ۱۹۱۰ – ۶ اکتبر ۱۹۸۵) بازیکن فوتبال اهل اتریش بود.
از باشگاه‌هایی که در آن بازی کرده‌است می‌توان به باشگاه فوتبال آدمیرا واکر مودلینگ اشاره کرد.
وی همچنین در تیم ملی فوتبال اتریش بازی کرده‌است.